# 谢珫
谢珫(4世紀—421年7月12日)，字景玫，陈郡阳夏人，谢奕之孙，谢攸长子。承袭叔父谢玄的东兴侯爵位，后改封豫宁县开国伯。刘裕建立南朝宋后，被削除封爵。宋武帝永初二年五月廿七日（421年7月12日）卒，有砖质墓志出土于南京雨花台区铁心桥乡大定坊司家山的谢氏家族墓地。